# Tomas Forslund
Tomas Forslund, född 24 november 1968 i Falun, är en svensk före detta ishockeyspelare (högerforward).
Forslund spelade för Dalarna i TV-pucken 1983, där de tog sig fram till final där det dock blev en 7–0-förlust mot Stockholm. Han spelade som ung även fotboll i IF Tunabro samt var uttagen i länslaget.
Han debuterade säsongen 1984/85 i division 1 med HC Dobel. Klubben blev nedflyttad till division 2 men Forslund stannade kvar och spelade ytterligare en säsong. Han gick därefter till Leksands IF, där han under första året bara tränade med juniorerna. Forslund fick spela några matcher med A-laget under försäsongen året därpå, men den riktiga debuten kom i november mot Djurgården på Hovet. Han spelade sex säsonger för Leksand innan han 1991 gick till Calgary Flames i NHL. 
Han hade i NHL Entry Draft 1988 blivit draftad av Calgary som 85:e totalt. Han debuterade mot Edmonton Oilers. Första målet gjorde han på Grant Fuhr i Toronto Maple Leafs. Under sin första säsong spelade han i 20 av Calgarys 21 matcher i NHL innan han blev skadad. Efter skadeuppehållet gjorde ytterligare 18 matcher under den säsongen. Till säsongen efter kom Dave King som coach i Calgary och Forslund blev förflyttad till Salt Lake Golden Eagles i IHL.
Efter ett par säsonger återvände Forslund 1993 till Sverige och Leksands IF, där det blev tre säsonger under Wayne Fleming som tränare. Därefter flyttade Forslund till Tyskland 1996 för spel i Kölner Haie. Han spelade fem säsonger i den tyska klubben innan han 2001 återvände till Leksands IF. Laget spelade då i allsvenskan, men blev Forslund var under säsongen 2001/2002 med om att spela laget tillbaka till elitserien.
Forslund debuterade i det svenska landslaget i Izvestijaturneringen 1989. Han spelade totalt 112 A-landskamper samt deltog i tre världsmästerskap (VM 1994, VM 1995, VM 1996) och ett Canada Cup.